# Clystea daltha
Clystea daltha là một loài bướm đêm thuộc phân họ Arctiinae, họ Erebidae.